# Brasil en los Juegos Paralímpicos de Río de Janeiro 2016
Brasil participó en los Juegos Paralímpicos de Río de Janeiro 2016 con un total de 285 deportistas, que compitieron en veintidós deportes. La atleta Shirlene Coelho fue la abanderada en la ceremonia de apertura.

## Atletismo

### Pista
| Atleta                | Evento      | Heat   | Heat | Semifinal | Semifinal | Final    | Final            |
| Atleta                | Evento      | Tiempo | Rank | Tiempo    | Rank      | Tiempo   | Rank             |
| --------------------- | ----------- | ------ | ---- | --------- | --------- | -------- | ---------------- |
| Odair Santos          | 5000 m T-11 | N/A    | N/A  | N/A       | N/A       | 15:17'55 | Medalla de plata |
| Salvatini Spolador    | 100 m T-11  | 12'49  | 1 Q  |           |           |          |                  |
| Terezinha Guilhermina | 100 m T-11  | 12'19  | 2    |           |           |          |                  |

### Campo
| Atleta                   | Evento        | Clasificación | Clasificación |
| Atleta                   | Evento        | Distancia     | Rank          |
| ------------------------ | ------------- | ------------- | ------------- |
| Alessandro Rodrigo Silva | Shot Put F-11 | 12'23         |               |

## Medallero

### Medallas de oro
| Medalla        | Nombre | Deporte   | Evento                                | Fecha            |
| -------------- | --- | --------- | ------------------------------------- | ---------------- |
| Medalla de oro | Ricardo Costa de Oliveira | Atletismo | Salto de longitud masculino - T11     | 8 de septiembre  |
| Medalla de oro | Daniel Dias | Natación  | 200 metros libre masculinos - S5      | 8 de septiembre  |
| Medalla de oro | Daniel Martins | Atletismo | 400 metros masculinos - T20           | 9 de septiembre  |
| Medalla de oro | Claudiney Batista dos Santos | Atletismo | Lanzamiento de disco masculino - F56  | 10 de septiembre |
| Medalla de oro | Shirlene Coelho | Atletismo | Lanzamiento de jabalina femenino- F37 | 10 de septiembre |
| Medalla de oro | Petrucio Ferreira dos Santos | Atletismo | 100 metros - T47 masculinos           | 11 de septiembre |
| Medalla de oro | Alessandro Rodrigo Silva | Atletismo | Lanzamiento de disco - F11 masculinos | 12 de septiembre |
| Medalla de oro | Antonio Leme Evani Soares da Silva Evelyn de Oliveira | Boccia    | Parejas mixtas - BC3                  | 12 de septiembre |
| Medalla de oro | Daniel Dias | Natación  | 50 metros libre - S5 masculino        | 12 de septiembre |
| Medalla de oro | Gustavo Henrique Araújo Felipe Gomes Ricardo Costa de Oliveira Daniel Silva Diogo Ualisson Jerônimo da Silva Kesley Teodoro                                                                                               | Atletismo | 4 x 100 metros - T11-13 masculino     | 13 de septiembre |
| Medalla de oro | Silvânia Costa de Oliveira | Atletismo | Salto de longitud - T11 femenino      | 16 de septiembre |
| Medalla de oro | Daniel Dias | Natación  | 50 metros espalda - S5 masculino      | 16 de septiembre |
| Medalla de oro | Equipo masculino de fútbol 5 Ver listaLuan de Lacerda Cássio Lopes dos Reis Damião Robson Tiago da Silva Jeferson da Conceição Raimundo Nonato Alves Marcos Alves Felipe Ricardo Alves Maurício Dumbo Vinícius Tranchezzi | Fútbol 5  | Torneo masculino                      | 17 de septiembre |
| Medalla de oro | Daniel Dias | Natación  | 100 metros libre - S5 masculino       | 17 de septiembre |

### Medallas de plata
| Medalla          | Nombre | Deporte       | Evento                                     | Fecha            |
| ---------------- | --- | ------------- | ------------------------------------------ | ---------------- |
| Medalla de plata | Odair Santos                                                                                                 | Atletismo     | 5000 metros masculinos - T11               | 8 de septiembre  |
| Medalla de plata | Fabio da Silva Bordignon                                                                                     | Atletismo     | 100 metros masculinos - T35                | 9 de septiembre  |
| Medalla de plata | Verônica Hipólito                                                                                            | Atletismo     | 100 metros femeninos - T38                 | 9 de septiembre  |
| Medalla de plata | Lucia da Silva Teixeira Araujo                                                                               | Judo          | Hasta 57 kilogramos femenino               | 9 de septiembre  |
| Medalla de plata | Phelipe Rodrigues                                                                                            | Natación      | 50 metros libre masculinos - S10           | 9 de septiembre  |
| Medalla de plata | Clodoaldo Silva Joana Maria Silva Susana Riveiro Daniel Dias                                                 | Natación      | 4x50 metros libre mixto - 20 puntos        | 9 de septiembre  |
| Medalla de plata | Alana Martins Maldonado                                                                                      | Judo          | Hasta 70 kilogramos femenino               | 10 de septiembre |
| Medalla de plata | Antonio Tenorio                                                                                              | Judo          | Hasta 100 kilogramos masculino             | 10 de septiembre |
| Medalla de plata | Wilians Silva de Araujo                                                                                      | Judo          | Más de 100 kilogramos masculino            | 10 de septiembre |
| Medalla de plata | Felipe Gomes Guía: Jonas de Lima Silva                                                                       | Atletismo     | 100 metros - T11 masculino                 | 11 de septiembre |
| Medalla de plata | Daniel Dias                                                                                                  | Natación      | 100 metros braza - SB4 masculino           | 11 de septiembre |
| Medalla de plata | Fábio da Silva Bordignon                                                                                     | Atletismo     | 200 metros - T35 masculino                 | 12 de septiembre |
| Medalla de plata | Rodrigo Parreira da Silva                                                                                    | Atletismo     | Salto de longitud - T36 masculino          | 12 de septiembre |
| Medalla de plata | Renato Nunes da Cruz Yohansson Nascimento Alan Fonteles Cardoso Oliveira Petrúcio Ferreira dos Santos        | Atletismo     | 4 x 100 metros - T42-47 masculino          | 12 de septiembre |
| Medalla de plata | Dirceu Pinto Eliseu dos Santos Marcelo dos Santos                                                            | Boccia        | Parejas mixtas - BC4                       | 12 de septiembre |
| Medalla de plata | Joana Maria Silva                                                                                            | Natación      | 50 metros libre - S5 femeninos             | 12 de septiembre |
| Medalla de plata | Israel Pereira Stroh                                                                                         | Tenis de mesa | Individual masculino - Clase 7             | 12 de septiembre |
| Medalla de plata | Evânio da Silva                                                                                              | Halterofilia  | 88 kilogramos masculino                    | 13 de septiembre |
| Medalla de plata | Odair Santos                                                                                                 | Atletismo     | 1500 metros - T11 masculino                | 13 de septiembre |
| Medalla de plata | Mateus Evangelista Cardoso                                                                                   | Atletismo     | Salto de longitud - T37 masculino          | 13 de septiembre |
| Medalla de plata | André Brasil                                                                                                 | Natación      | 100 metros libre - S10 masculino           | 13 de septiembre |
| Medalla de plata | Alice de Oliveira Corrêa Terezinha Guilhermina Lorena Salvatini Spoladore Thalita Vitória Simplício da Silva | Atletismo     | 4 x 100 metros - T11-13 femenino           | 14 de septiembre |
| Medalla de plata | Carlos Farrenberg                                                                                            | Natación      | 50 metros libre - S13 masculino            | 14 de septiembre |
| Medalla de plata | Daniel Dias André Brasil Ruiter Silva Phelipe Rodrigues                                                      | Natación      | 4 x 100 metros libre - 34 puntos masculino | 14 de septiembre |
| Medalla de plata | Felipe Gomes Guía: Jonas de Lima Silva                                                                       | Atletismo     | 200 metros - T11 masculino                 | 15 de septiembre |
| Medalla de plata | Lauro César Chaman                                                                                           | Ciclismo      | Carrera de ruta masculina - C4-5           | 17 de septiembre |
| Medalla de plata | Shirlene Coelho                                                                                              | Atletismo     | Lanzamiento de disco - F37/38 femenino     | 17 de septiembre |
| Medalla de plata | Petrucio Ferreira dos Santos                                                                                 | Atletismo     | 400 metros - T45/46/47 masculino           | 17 de septiembre |
| Medalla de plata | Felipe Gomes                                                                                                 | Atletismo     | 400 metros - T11 masculino                 | 17 de septiembre |

### Medallas de bronce
| Medalla           | Nombre | Deporte          | Evento                                          | Fecha            |
| ----------------- | --- | ---------------- | ----------------------------------------------- | ---------------- |
| Medalla de bronce | Italo Pereira | Natación         | 100 metros espalda masculinos - S7              | 8 de septiembre  |
| Medalla de bronce | Izabela Campos | Atletismo        | Lanzamiento de disco femenino - F11             | 9 de septiembre  |
| Medalla de bronce | Rodrigo Parreira da Silva | Atletismo        | 100 metros - T36 masculino                      | 10 de septiembre |
| Medalla de bronce | Daniel Dias | Natación         | 50 metros mariposa masculinos - S5              | 10 de septiembre |
| Medalla de bronce | Matheus Souza | Natación         | 400 metros libre masculinos - S11               | 10 de septiembre |
| Medalla de bronce | Yohansson Nascimento | Atletismo        | 100 metros - T47 masculinos                     | 11 de septiembre |
| Medalla de bronce | Teresinha de Jesus Correia Silva | Atletismo        | 100 metros - T45/46/47 femenino                 | 11 de septiembre |
| Medalla de bronce | André Brasil | Natación         | 100 metros mariposa - S10 masculino             | 12 de septiembre |
| Medalla de bronce | Talisson Glock | Atletismo        | 200 metros combinado individual - SM6 masculino | 12 de septiembre |
| Medalla de bronce | Edson Pinheiro | Atletismo        | 100 metros - T38 masculino                      | 13 de septiembre |
| Medalla de bronce | Phelipe Andrews Melo Rodrigues | Natación         | 100 metros libre - S10 masculino                | 13 de septiembre |
| Medalla de bronce | Bruna Costa Alexandre | Tenis de mesa    | Individual femenino - Clase 10                  | 13 de septiembre |
| Medalla de bronce | Verônica Hipólito | Atletismo        | 400 metros - T38 femenino                       | 14 de septiembre |
| Medalla de bronce | Lauro César Chaman | Ciclismo         | Contrarreloj masculino - C5                     | 14 de septiembre |
| Medalla de bronce | Daniel Silva Guía: Heitor de Oliveira Sales | Atletismo        | 200 metros - T11 masculino                      | 15 de septiembre |
| Medalla de bronce | Marivana Oliveira | Atletismo        | Lanzamiento de bala - F35 femenino              | 15 de septiembre |
| Medalla de bronce | Sérgio Fróes Ribeiro de Oliva | Equitación       | Campeonato individual - Grado Ia                | 15 de septiembre |
| Medalla de bronce | Caio Ribeiro de Carvalho | Piragüismo       | KL3 masculino                                   | 15 de septiembre |
| Medalla de bronce | Lorena Salvatini Spoladore | Atletismo        | Salto de longitud - T11 femenino                | 16 de septiembre |
| Medalla de bronce | Terezinha Guilhermina | Atletismo        | 400 metros - T11 femenino                       | 16 de septiembre |
| Medalla de bronce | Sérgio Fróes Ribeiro de Oliva | Equitación       | Estilo libre individual - Grado Ia              | 16 de septiembre |
| Medalla de bronce | Equipo masculino de fútbol 7 Ver listaMarcos dos Santos Ferreira Jônatas Santos Machado Fernandes Alves Vieira José Carlos Monteiro Guimarães Diego Delgado da Silva Fabrizio Nascimento de Oliveira Igor Romero Rocha Hudson Hyure do Carmo Januário Wesley Martins de Souza Wanderson Silva de Oliveira Leandro Gonçalves do Amaral Gilvano Diniz da Silva Maycon Ferreira de Almeida Felipe Rafael da Silva Gomes | Fútbol 7         | Torneo masculino                                | 16 de septiembre |
| Medalla de bronce | Equipo masculino de golbol Ver listaJosé Roberto Oliveira Alex de Melo Alexsander Celente Leomon Moreno Josemarcio Sousa Romário Marques | Golbol           | Torneo masculino                                | 16 de septiembre |
| Medalla de bronce | Bruna Costa Alexandre Jennyfer Marques Parinos Danielle Rauen | Tenis de mesa    | Equipos femenino - Clases 6-10                  | 17 de septiembre |
| Medalla de bronce | Iranildo Conceição Espíndola Aloisio Lima Guilherme Marcio da Costa | Tenis de mesa    | Equipos masculino - Clases 1-2                  | 17 de septiembre |
| Medalla de bronce | Equipo femenino de voleibol sentado Ver listaPaula Angelotti Hertz Edwarda de Oliveira Dias Gizele Maria da Costa Dias Adria Jesus da Silva Pamela Pereira Camila Maria Leiria de Castro Nathalie de Lima Silva Suellen Cristine Dellangelica Lima Jani Freitas Batista Janaina Petit Cunha Nurya de Almeida Silva Laiana Rodrigues Batista                                                                          | Voleibol sentado | Torneo femenino                                 | 17 de septiembre |
| Medalla de bronce | Joana Maria Silva | Natación         | 100 metros libre - S5 femenino                  | 17 de septiembre |
| Medalla de bronce | Daniel Silva Ruan de Souza André Brasil Phelipe Rodrigues | Natación         | 4 x 100 metros combinado - 34 puntos masculino  | 17 de septiembre |
| Medalla de bronce | Edneusa de Jesus Santos Dorta | Atletismo        | Maratón - T12 femenino                          | 18 de septiembre |